# Donato Müller
Donato Müller (11 agosto 1934 – 31 gennaio 2005) è stato un calciatore svizzero, di ruolo difensore.

## Carriera

### Club
Ha sempre giocato nel campionato svizzero.

### Nazionale
Ha collezionato 2 presenze con la propria Nazionale.